# Aecidium dalechampiicola
Aecidium dalechampiicola é uma espécie de cogumelos pertence ao grupo Basidiomycota, que foi descrita pela primeira vez por Paul Christoph Hennings, em 1904. Aecidium dalechampiicola pertence à ordem Aecidium, ordem Pucciniales, ordem Pucciniomycetes, ordem Basidiomycota. Não há tipos listados como este.
Esta espécie é um parasita que habita folhas de plantas vivas, ocorrendo de forma nativa no Brasil. Está amplamente distribuída nas regiões Norte (Acre, Amazonas, Amapá, Pará, Roraima, Tocantins), Nordeste (Ceará, Maranhão, Paraíba), Centro-Oeste (Distrito Federal, Goiás, Mato Grosso, Mato Grosso do Sul), Sudeste (Minas Gerais, Rio de Janeiro, São Paulo) e Sul (Paraná, Rio Grande do Sul, Santa Catarina). É encontrada nos domínios fitogeográficos da Amazônia e da Mata Atlântica, com preferência por florestas de terra firme como habitat predominante.